# Dawudi Bohora
| Ismailismo Dawudi Bohora     |                  |
| Tigre calligrafica ismailita |                  |
| Pertinenza                   | Ismailismo       |
| Moschea principale           | India            |
| Numero di membri             | 1 milione (2007) |
| Data di creazione            | 1000 d.C. circa  |
| Fondatore                    | Tayyib           |

I Dāwūdī Bohorā (Urdu داؤدی بوہرہ; in arabo بهرة داودية ‎?) costituiscono una setta dello Sciismo ismailita islamico. Mentre i Dawudi Bohra sono basati in India, la loro fede si sviluppò originariamente in Yemen, dove si articolò a partire dall'esperienza dell'Ismailismo fatimide, subendo in seguito persecuzioni a causa delle differenze col sistema sunnita che portarono la comunità a cercare rifugio in India.
Dopo l'Occultamento (ghayba ) del loro 21º Imam, Tayyib, la comunità si affidò ai Dāʿī, rappresentanti dell'Imam nascosto, e questo sistema dura tuttora. La stessa parola Bohorā deriva dalla parola gujarati vehwahar ("commerciante"), mentre il termine Dāwūdī si riferisce al sostegno accordato a Dawud Bin Qutubshah nella disputa del 1592 che divise ulteriormente la setta dei Tayyibiti, creando i Dāwūdī Bohorā.
I fedeli sono circa 1 milione in tutto il mondo, la maggioranza dei quali risiede in India. Vi è anche una cospicua minoranza a Karachi, nel Sindh (Pakistan), molti dei quali originariamente rifugiati in seguito alla cruenta separazione nel 1947 tra India e Pakistan, successiva all'indipendenza del sub-continente dal Raj britannico. Vivendo all'interno della maggioranza islamica pakistana, la comunità dei Bohorā è stata profondamente influenzata dal prevalente Sunnismo. Esiste anche una significativa diaspora in Paesi del Vicino e Medio Oriente, in Europa, in Nordamerica e nell'Estremo Oriente.
I Dāwūdī Bohorā, oltre alle lingue dei Paesi in cui essi risiedono, hanno un loro proprio linguaggio, definito Lisān al-Dāʿwa ("lingua della Dāʿwa") che è scritto in Medio-Persiano (il persiano d'età sasanide), con contributi dell'Urdu, del Gujarati e del moderno Farsi. La comunità Dāwūdī Bohorā è nota per i suoi vari progetti filantropici (costruzione di ospedali, scuole e restauro di importanti monumenti architettonici musulmani, sunniti e sciiti.
Il leader spirituale della comunità è il Dāʿī l-Muṭlaq (in arabo داعي المطلق‎? "Propagandista occulto"). Attualmente è Mohammed Burhanuddin. Il Dāʿī costituisce il rappresentante terreno dell'"Imam nascosto".

## Storia
In quanto Sciiti, i Bohorā credono che i loro Imām siano discendenti di Maometto per il tramite della figlia Fāṭima al-Ẓahrāʾ e suo marito ʿAlī b. Abī Ṭālib, cugino del Profeta. Essi credono che Maometto abbia indicato ʿAlī come suo successore mentre tornava dal suo primo e ultimo Hajj (632), fermandosi nello stagno detto Ghadir Khumm. Alzando la mano del cugino, Muhammad avrebbe esclamato: "Per chiunque io sia stato il suo mawlā (curatore, tutore), ora questo ʿAlī sarà il suo mawlā." Ciò è considerato dagli Sciiti come una prova incontrovertibile del fatto che ʿAlī fosse stato designato dal Profeta a succedergli (wasi). I Sunniti, tuttavia, negano del tutto la verità di questo racconto.

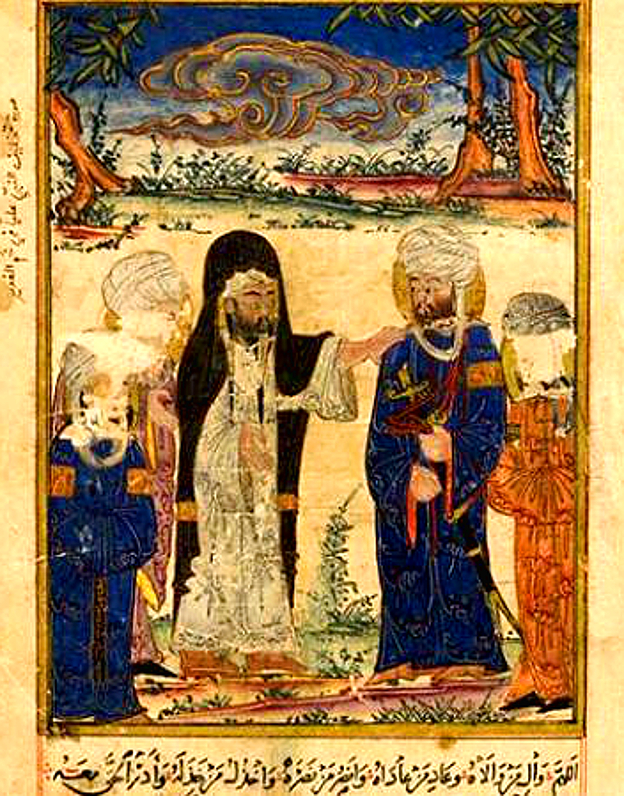
L'investitura di ʿAlī al Ghadīr Khumm (MS Arab 161, fol. 162r). Manoscritto ilkhanide del 1307 o 1308

I Dāwūdī Bohorā, in quanto sciiti, credono che dopo Muhammad, ʿAlī sia il suo legittimo wāsī/Imam/califfo, e che il califfato "apparente" ẓāhirī sia stato usurpato. Tuttavia tra il 656 e il 661, ʿAlī fu califfo (il quarto, per i Sunniti), consentendo che Imamato e Califfato fossero uniti nella stessa persona. Dopo di lui, suo figlio al-Hasan ibn Ali, primo Imam "della linea di Fatima" combatté per affermare i suoi diritti alla successione paterna, sottoscrivendo infine un patto con Muʿāwiya (il primo califfo omayyade, a prescindere da 'Uthman ibn 'Affan). Il patto sarebbe stato sottoscritto da al-Hasan per evitare spargimento di sangue nella giovanissima Umma islamica ma, se il califfato cadde così in mani indegne, l'Imamato rimase stabilmente nella linea familiare del Profeta.
Dopo l'Imam al-Hasan, suo fratello, l'Imam al-Husayn ibn Ali sacrificò se stesso nell'eccidio di Kerbela, non intendendo riconoscere come legittimo il trasferimento del potere califfale nelle mani di Yazid ibn Mu'awiya. Il corpo del nipote del Profeta fu inumato sul luogo dello scontro e i Dāwūdī Bohorā, sulla scorta di tradizioni storiche indubbiamente assai credibili, credono che la sua testa sia stata sepolta dapprima nella corte della Moschea degli Omayyadi di Damasco (il cosiddetto Yazīd mahal), per poi essere traslata ad Ascalona
e infine al Il Cairo, per essere custodita (come avviene ancor oggi) nella popolarissima Moschea detta di Sayyidna Husayn (Nostro Signore al-Husayn).

### Scismi e dinastia fatimide
Mentre gli Sciiti (compresi i Duodecimani e i Nizariti riconoscono legittimo primo Imam ʿAlī, i Bohorā indicano come primo Imām suo figlio al-Ḥasan. Il loro 6º Imam è quindi Ismāʿīl b. Jaʿfar, da cui i Bohorā pretendono metaforicamente di discendere. Alcune branche sciite, come i Duodecimani, riconoscono invece che fu Mūsā al-Qāẓim a ereditare la dignità di Guida della Umma dal padre Jaʿfar, mentre i Settimani credono che Ismāʿīl non sia mai morto prima del padre (che per questo avrebbe designato Musa al-Kazim) ma che sia entrato in "occultamento" fino alla sua epifania alla fine dei tempi. A causa della forte avversione abbaside, anche il 7º Imam, Muhammad b. Ismāʿīl, entrò in ghayba. Da quel momento la rappresentanza dell'Imam fu svolta per delega, attraverso i Dāʿī.
I nomi dell'8º, 9º e 10º Imam sono considerati da alcune tradizioni "nascosti" e sono usati solo dei soprannomi a causa delle minacce portate contro di loro dalle autorità abbasidi. Tuttavia i Dāwūdī Bohorā nel loro testo religioso, il Taqqarub, affermano che i veri nomi di tutti i 21 Imam sono conosciuti nella loro esatta sequenza, inclusi quindi quelli degli Imam "occultatisi": l'8º Imam - Wafi Ahmad - avrebbe avuto come nome reale ʿAbd Allāh ibn Muhammad, il 9º Imam - Taqi Muhammad - si sarebbe chiamato Ahmad ibn ʿAbd Allāh e il 10º Imam - Rabi ʿAbd Allāh - si sarebbe chiamato in realtà Husayn ibn Ahmad.
L'11º Imam ʿUbayd Allāh al-Mahdī bi-llāh fondò la dinastia fatimide nel 909 in Ifriqiya (oggi, per lo più Tunisia), mettendo fine al periodo di satr. Agli occhi degli ismailiti questo atto fondeva in un'unica persona Imamato e Califfato. Dopo il 18º Imam, Abū Tamīm Maʿadd al-Mustanṣir bi-llāh, la branca Nizari espresse la propria convinzione che suo figlio Nizar fosse stato designato come suo successore, mentre un'altra branca, quella Mustaʿlī (da cui i Dāwūdī Bohorā discenderebbero), sostenne invece un altro figlio del defunto Imam, Mustaʿlī. La dinastia fatimide proseguì con la linea di al-Mustaʿlī, fino a giungere al 20º Imam, al-Amir ibn Mustaʿlī (1132).

### Scisma Tayyibi-Hafizi
Alla morte dell'Imam al-Āmir bi-aḥkām Allāh, una parte del movimento Mustaʿlī sostenne che egli avrebbe designato a succedergli il figlio Ṭayyeb Abū l-Qāsim, che all'epoca aveva appena due anni. Un'altra fazione sostenne al contrario che la successione avrebbe beneficato un cugino di al-Āmir, al-Ḥāfiẓ li-Dīn Allāh. La fazione di al-Ḥāfiẓ divenne nota con l'aggettivo di Ḥāfiẓī, e fu più tardi annientata da Saladino. I sostenitori di Ṭayyeb diventarono noti come Ṭayyibī.
Le rivendicazioni di Ṭayyeb all'Imamato furono riconosciute da Arwa bt. Ahmad, vedova del sulayhide al-Mukarram Aḥmad, detta al-Sayyida al-ḥurra (Signora libera), al-Malika al-ḥurra (Regina libera), al-Ḥurra al-Malika al-Sayyida, o "Piccola Bilqīs", signora dello Yemen. Arwa era stata designata ḥujja, "prova" (il più alto grado della daʿwa ismailita), da al-Mustanṣir nel 1084, e fu la prima donna a ottenere quel grado che comportava la più supina ubbidienza da parte dei fedeli dell'Ismailismo locale.
I Tayyibi (di cui fanno oggi parte i Dāwūdī Bohorā) credono che il secondo e attuale periodo di satr sia cominciato dopo che l'Imam Tayyeb entrò in "occultamento" (ghayba) e che la Regina Arwa istituì l'ufficio del Dāʿī al-Muṭlaq, delegato a guidare la comunità dei fedeli durante l'assenza dell'Imam. Zoeb ibn Musa (m. 1151) - che visse e morì ad Haws, in Yemen - è stato il primo Dāʿī al-Muṭlaq. Il suo maʾdhūn (assistente) fu Khattab ibn Hasan. Il 3° Dāʿī Sayyidna Hatim (m. 1191) ebbe un ruolo importante tra i Duʿāt dello Yemen, avendo scritto molti libri, sia esoterici sia essoterici, sulla filosofia e sulla fede ismailita.

### Insediamento in India

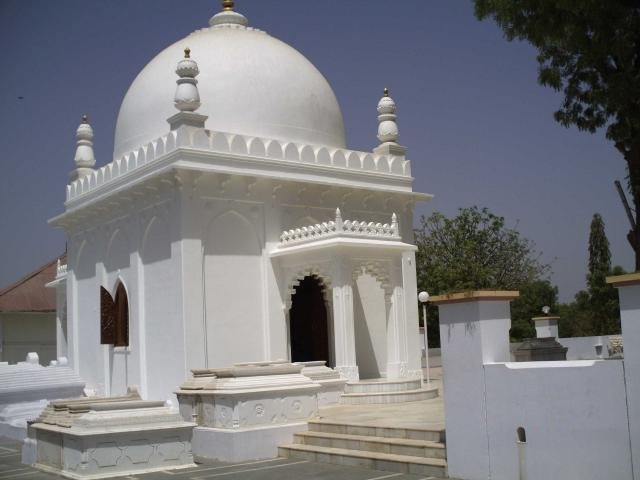
Mausoleo del primo Wali al–Hind: Mawlay Abadullah, Khambat (Gujarat) 1050-1100

Rappresentanti dei Duʿat, come Moulay Abadullah (1067), primo Wali al-Hind ("rappresentante dell'India"), e Moulay Ahmed furono inviati a Khambhat, Gujarat, nell'India occidentale, tanto che la comunità Tayyibi si organizzò in Gujarat nella seconda metà dell'XI secolo. Moulay Nuruddin (467 dell'Egira) fu spedito in Deccan.
Dopo la morte di Maulay Abadullah, il Daʿi Zoeb nominò Maulay Ya'qub secondo Wali in India: il primo di ascendenza indiana. Era infatti figlio di Moulay Bharmal, ministro del sovrano Rajput Siddhraja Jaya Singha (Anhalwara, Patan) (1094-1133).
I discendenti di Moulay Yaʿqub, Moulay Ishaq e Moulay ʿAli, e di Hasan Fir continuarono uno dopo l'altro ad agire in veste di Wali al-Hind. Hasan Fir fu il quinto Wali all'epoca del 16° Daʿi Abadullah (m. 1406) dello Yemen.

### Trasferimento dellaDaʿwain India
Un Da'i succedette all'altro fino al 23° Daʿi in Yemen. Anche ogni Wali al-Hind fu nominato uno dopo l'altro da essi: Moulay Ja'far, Moulay Abd al-Wahhab e Moulay Qasim Khan ibn Hasan (11º e ultimo Wali al-Hind, morto nel 950 ad Ahmedabad). Gli ultimi tre Wali fornirono un grande contributo nel periodo compreso tra il 21° e il 24° Daʿi. Fu in quell'epoca, in cui la Daʿwa fu trasferita in India dallo Yemen, che il 23° Daʿi al-Muṭlaq Mohammed Ezzuddin concesse il naṣṣ (lett. "testo", usato per indicare il "trasferimento di autorità") a favore di Yusuf Najmuddin ibn Sulayman a Sidhpur (Gujarat, India).
A causa delle persecuzioni condotte dai locali sciiti zayditi che governavano lo Yemen, il 24° Daʿi, Yusuf Najmuddin bin Sulayman (m. 1567), resse l'intera amministrazione della Daʿwa dell'India, pur continuando a vivere in Yemen, infine morendovi. Il 25° Daʿi Jalal Shamshuddin (m. 1567) fu il primo a morire in India, e il suo mausoleo fu edificato ad Ahmedabad (India). Il governo di Jalal fu peraltro assai breve, solo pochi mesi, ma precedentemente era stato Wali al-Hind (dopo Moulay Qasim) per circa 20 anni, sotto il 24° Daʿi Yusuf, mentre questi era in Yemen.

### Scismi tra i Bohorā
In seguito alla morte del 26° Daʿi nel 1591, nacque una disputa su chi dovesse succedergli. Suleman bin Hasan, il nipote del 24° Daʿi, era Wali in Yemen e rivendicò la successione per sé, appoggiato da altri Bohora yemeniti. Tuttavia i Bohora indiani negarono la fondatezza della sua affermazione di essere in possesso del necessario naṣṣ, affermando che la documentazione era falsificata. Vi fu una scissione tra le due fazioni, coi sostenitori di Suleman che si fecero chiamare Sulemānī Bohorā e i seguaci di Dawud bin Qutubshah che divennero i Dāwūdī Bohorā.
Di nuovo, nel periodo del 29° Daʿi, Abduttayyeb Zakiuddin, un piccolo gruppo di Aliya Bohorā si separò, sotto Ali bin Ibrahim (1634), nipote del 28° Daʿi, Sheykh Adam Safiyuddin. Un'ulteriore branca ruppe con i Dāwūdī Bohorā nel 1754: gli Hebtiahs Bohorā a causa di un dissenso insorto alla morte del 39° Daʿi.
A metà del XX secolo (1970–80), si ebbe un'ulteriore frattura, puramente politica, di un pugno di Bohorā che affermava che il 52° Daʿi aveva abusato della sua autorità, per formare i Dāwūdī Bohorā Progerssisti.

### Persecuzione in India e movimento dellaDaʿwa

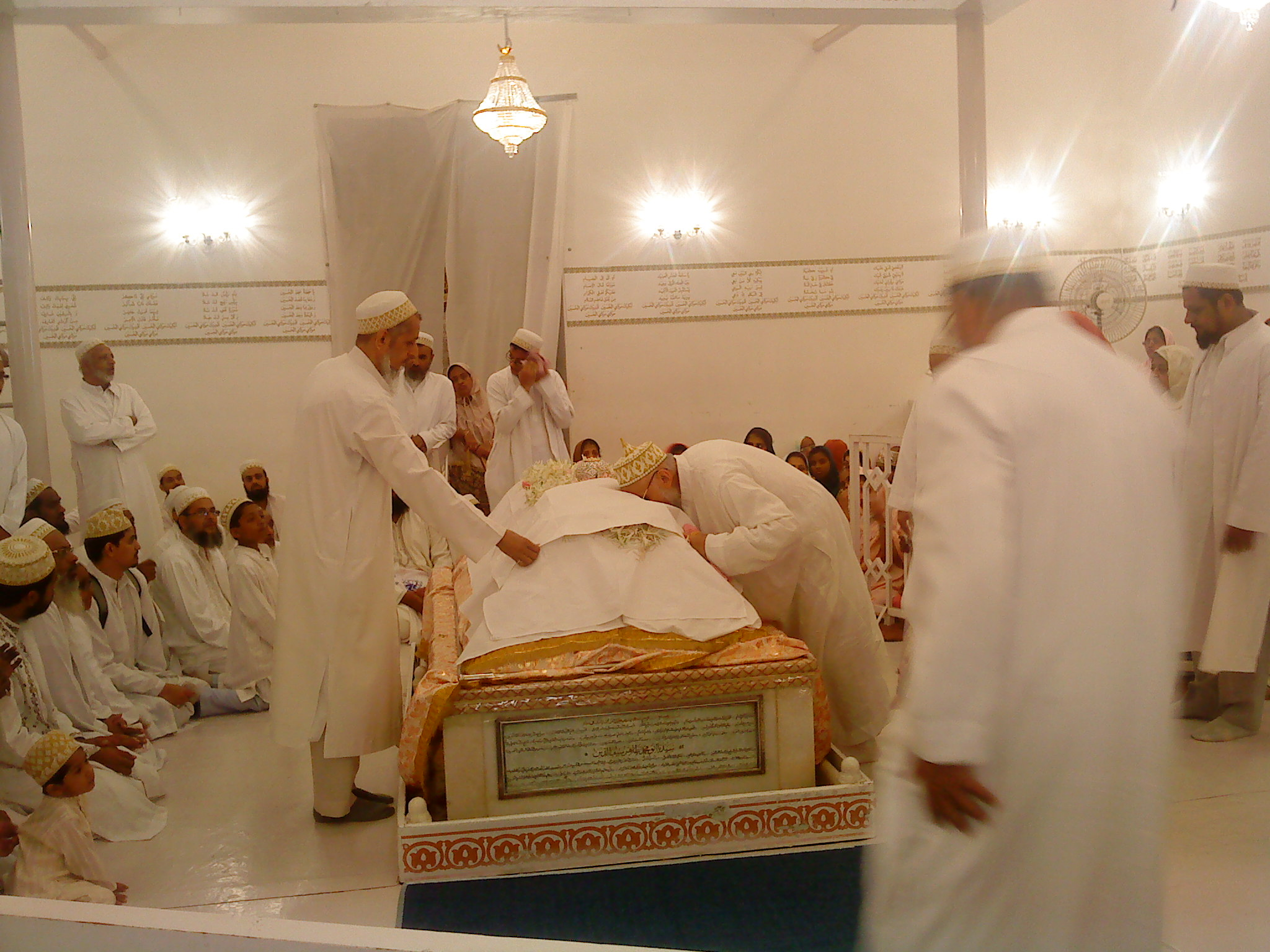
Tomba del Daʿi Taher Saifuddin, Mumbai (1915-1965)

In India i Bohorā furono perseguitati dai Mughal. Il 32° Dāʿī Qutubuddin Shaheed fu imprigionato e decapitato nel 1648 sotto Aurangzeb.
Il 34° Dāʿī Ismail Badruddin, figlio di Moulay Raj (1657) fu il primo Dāʿī di origine indiana del Gujarat. Egli spostò la Daʿwat da Ahmedabad a Jamnagar. Durante questo periodo anche il Dāʿī si trasferì a Mandvi e, in seguito, a Burhanpur. All'epoca del 42° Dāʿī, Yusuf Najmuddin (1787), la Daʿwat fu portata a Surat. La struttura d'insegnamento Al-Dār al-Sayfī (secondo la trascrizione inglese "al Daarus-Saifee" (poi chiamata al-Jami'at al-Sayfiyya ("Al Jamea tus Saifiyah") fu creata all'epoca del 43° Dāʿī Abdeali Saifuddin, che si occupò approfonditamente di studi letterari. Durante il periodo del 51° Dāʿī, Taher Saifuddin (1915-1965), la Daʿwat dei Dāwūdī Bohorā si spostò a Mumbai, dove ancor oggi continua a operare, sotto la guida del 52° Dāʿī, Mohammad Burhanuddin.

### Espansione e riconoscimenti
La prima moschea dei Dāwūdī Bohorā in Occidente è stata costruita a Farmington Hills (Michigan nel 1988. Subito dopo fu inaugurata la prima moschea canadese da Mohammed Burhanuddin a Toronto.
Nel giugno 2001 la Masjid ul-Badri di Chicago fu aperta. Nel luglio del 2004 si aprirono nuove moschee in New Jersey (Masjid uz-Zainy), a Washington e a Boston.
Seguirono nell'agosto 2005 nuove moschee, una delle quali - a Fremont (California) fu inaugurata dal Dāʿī al-Muṭlaq in persona. Numerose personalità commentarono positivamente l'accaduto e lo stesso Presidente George W. Bush inviò una lettera ufficiale di congratulazioni dalla Casa Bianca. L'8 luglio 2007, Mohammad Burhanuddin inaugurò una nuova moschea a Parigi (Francia).
Il Principe di Galles e la Duchessa di Cornovaglia visitarono una moschea a Londra nel 2009, riconoscendo nella relativa web page che i Dāwūdī Bohorā erano una "comunità che aveva dato il massimo contributo all'economia britannica", lodando il loro patriottismo.

## Attività presenti
Mentre tradizionalmente la comunità è costituita per lo più da commercianti, oggi molti Dāwūdī Bohorā sono professionisti. In Asia meridionale, molti sono medici, e in Estremo Oriente e in Occidente numerosi sono consulenti finanziari o analisti economici. I Dāwūdī Bohorā sono incoraggiati a coltivare le loro conoscenze secolari non meno di quelle spirituali, tanto che il numero di professionisti tra loro è in costante crescita.
I Dāwūdī Bohorā credono che l'istruzione delle donne sia non meno importante di quella degli uomini, citando a tal fine un ḥadīth di Maometto che afferma che "la ricerca della sapienza è obbligatoria per tutti i musulmani, sia uomini sia donne".
Come gli altri sciiti, la commemorazione del martirio dell'Imam al-Husayn ibn Ali a Kerbela (Iraq), è parte essenziale delle pratiche della comunità. Ogni anno, il capo della comunità dei Dāwūdī Bohorā pronuncia discorsi religiosi per i primi dieci giorni di Muharram (la ʿĀshūrā), seguiti da un grande numero di fedeli.
Mohammad Burhanuddin ha restaurato il Masjid al-al-ʿAẓam di Kūfa (Iraq), un sito religioso di enorme importanza per lo sciismo innanzi tutto, ma anche per il sunnismo perché ricorda il "martirio" di ʿAlī b. Abī Ṭālib, primo Imam per la Shīʿa e quarto califfo "ortodosso" per la Sunna. Un altro significativo gesto di pietas islamica è stato il restauro del sepolcro di al-Husayn ibn Ali a Karbala e quello di ʿAlī a Najaf.

Nel giugno del 2005, la comunità dei Dāwūdī Bohorā ha disposto l'edificazione del Saifee Hospital a Mumbai (India). Il nosocomio è uno degli ospedali dell'India maggiormente avanzati sotto l'aspetto tecnologico ed è stato inaugurato dal Primo ministro dell'India, Manmohan Singh, il 4 giugno 2005. All'inaugurazione egli ha lodato in un discorso pubblico, per quella lodevole iniziativa, la comunità islamica dei Dāwūdī Bohorā. L'ospedale è stato costruito grazie anche al terreno donato dal filantropo Sir Adamji Peerbhoy.

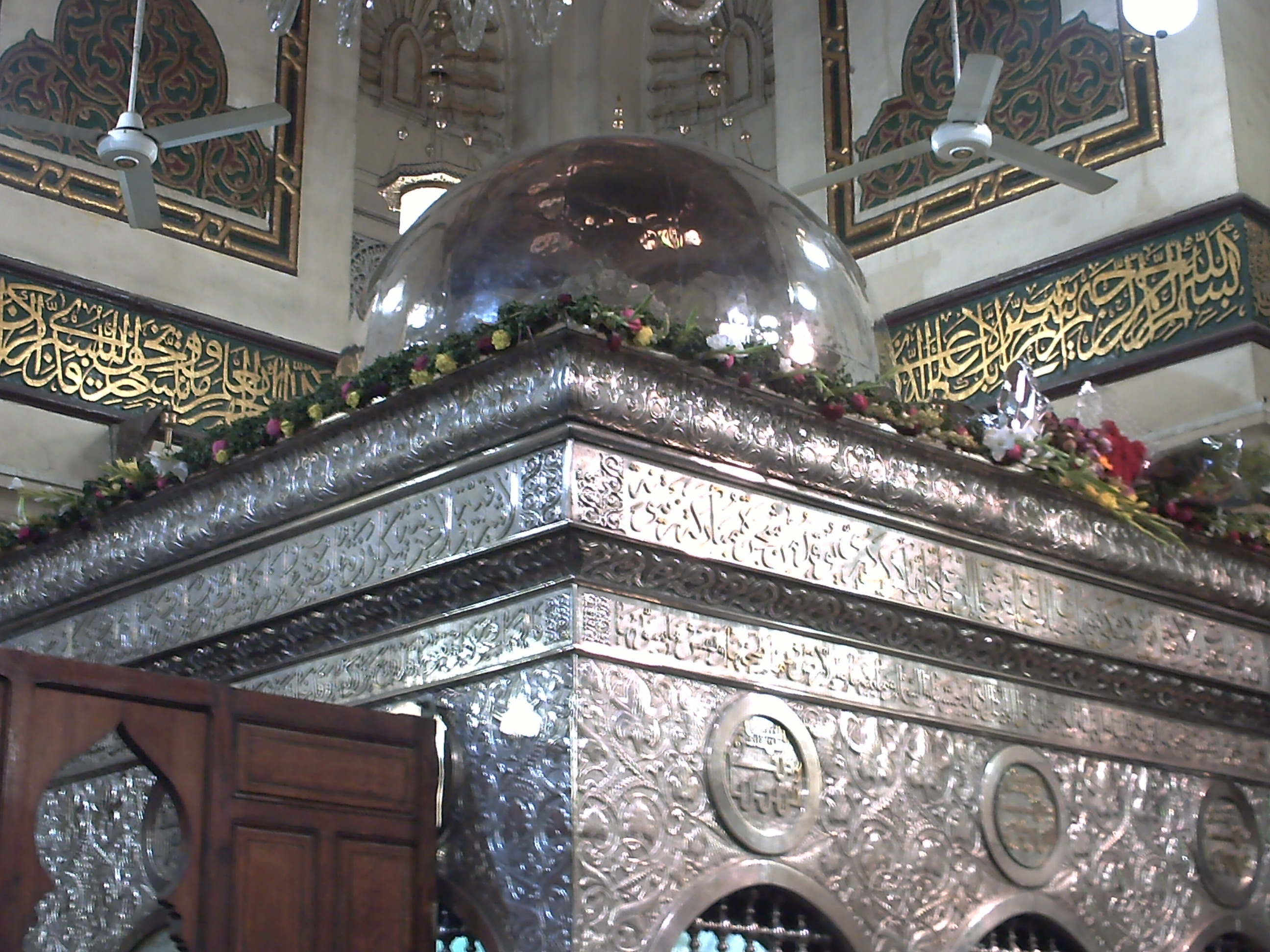
Zarih (custodia esterna del sarcofago) di Sayyidna Zaynab, Il Cairo

La comunità e il suo 52º Da'i, Mohammad Burhanuddin, sono coinvolti in numerose altre opere di restauro architettonici di importanti monumenti della cultura islamica nel Vicino e Medio Oriente.